# Sörsjön (Lerbäcks socken, Närke, 652968-146192)
Sörsjön är en sjö i Askersunds kommun i Närke och ingår i Motala ströms huvudavrinningsområde. Sörsjön ligger i naturreservatet Sörsjön och Sörsjön Natura 2000-område.